# Jacqueline Martel (soprano)
Jacqueline Martel ou Jacqueline Cistellini est une soprano, pianiste et professeure de chant lyrique née à Québec en 1934 et décédée dans la même ville le 30 avril 2017.

## Biographie

### Enfance et formation
Jacqueline Martel naît en 1934 au Canada à Québec dans le quartier de Sillery. Elle est l’enfant unique de M. et Mme Wilfried Martel.
Dès 1946, elle commence des cours de piano auprès de Sœur Sainte-Sara des Sœurs de la Charité au couvent Mallet, puis elle étudie auprès d’Omer Létourneau pendant deux ans. Cela lui permet d’entrer au Conservatoire de musique de Québec auprès d’Henri Vallièresen 1952. En 1955, tout en poursuivant ses cours de piano au Conservatoire, elle s’intéresse au chant lyrique qu’elle étudie auprès de Ria Henninx Lensens,.
Dès 1957, Jacqueline Martel continue ses études en chant classique à Montréal : la technique vocale lui est enseignée par Dina Maria Narici, l'opéra français par Raoul Jobin, l'opéra italien par Dick Marzollo, l'opéra allemand par Otto-Werner Mueller la mélodie française par Roy Royal, l’art dramatique par Alfred Brunet et les langues par Marie-Thérèse Paquin. Elle suit également des cours sur la culture de l’oreille auprès de Gabriel Cusson et de Gertrude Perrault.

### Carrière

#### Concours et soliste
En 1956, Jacqueline Martel gagne deux concours des Matinées symphoniques de Québec et de Montréal et remporte le « Prix Archambault » en 1957 .
En 1959, elle est la première femme et la première de la région de Québec à recevoir la plus haute distinction au concours de chant du Conservatoire de Québec.
Elle remporte le « Prix d’Europe » et fait partie des lauréates du XVIe concours international d’exécution musicale de Genève en 1960 . Elle poursuit ensuite sa formation à Rome de 1961 à 1964auprès du maestro Maria Teresa au Conservatoire Sainte-Cecile. À l’Académie nationale Sainte-Cécile, elle étudie l’interprétation musical auprès de Georgio Favaretto et l’opéra auprès du maestro Luigi Ricci. Elle reçoit un diplôme d’honneur de Accademia Musicale Chigiana de Sienne.
Jacqueline Martel interprète notamment les premiers rôles dans les pièces Barbier de Séville en 1963, Pêcheurs de perles en 1964 et 1969, Mireille en 1965 et, finalement, La Bohème en 1967. Elle est soliste à trois reprises pour l’Orchestre symphonique de Québec et à deux occasions pour l’Orchestre symphonique de Montréal.

#### Mariage et enseignement
En 1967, elle se marie à Québec avec Ennio Cistellini. Elle inaugure la classe de chant au Conservatoire de musique de Trois-Rivières en 1974, puis fait carrière de 1980 et à 2011 comme professeure au Conservatoire de musique de Québec. Elle forge la carrière de plusieurs chanteurs(ses) lyriques québécois(es) tels que Claudine Côté, Claude Grenier, Michel Desbiens, Monique Pagé, Johanne Bellevance, Marie-Josée Lord, Marianne Fiset et Karine Boucher.

### Décès
Jacqueline Martel meurt le 30 avril 2017 à l’Hôpital de l’Enfant-Jésus.

## Prix et distinctions
- 1956 : concours des Matinées symphoniques de Québec[5]
- 1956 : concours des Matinées symphoniques de Montréal[5]
- 1957 : Prix Archambault[5]
- 1959 : concours de chant du Conservatoire de Québec[5]
- 1960 : Prix d'Europe[6]
- 1960 : lauréate du XVIe concours international d'exécution musicale de Genève[6]

## Premiers rôles
- 1963 : Le Barbier de Séville [3]
- 1964 : Les Pêcheurs de perles[3]
- 1965 : Mireille [3]
- 1967 : La Bohème[3]
- 1969 : Les Pêcheurs de perles[3]